# 美国权利法案
美国权利法案（英語：United States Bill of Rights）是美国宪法前十条修正案的统称。这些修正案的提出，是为了缓解那些反对批准宪法的反联邦党人的担忧，其中保障了多项个人自由，限制了政府的司法和其他方面权力，并将一些权力保留给各州和公众。起初这些修正案仅针对联邦政府有效，不过在第十四条修正案通过后，美国最高法院通过一系列统称合併原則的进程，将权利法案中的大部分条款应用到了各州。
这些修正案由詹姆斯·麦迪逊在第一届美国国会上作为一系列立法细则提出，先由美国众议院于1789年8月21日通过，再于1789年9月25日通过国会两院联合决议案正式提出，1791年12月15日获得了足够数量州的批准，正式成为宪法的一部分并生效。
国会一共提出了十二条修正案，但这次通过的只有其中十条。餘下两条中，其一于2003年后获得足够数量的州批准，成为第二十七条修正案；另一条从程序上来说仍在等待各州批准。
权利法案列举了宪法正文中没有明确表明的自由和权利，如宗教自由、言论自由、新闻自由、集会自由、保留和携带武器的权利，不受无理搜查和扣押的权利，个人财物搜查和扣押必须有合理颁发的搜查令和扣押状的权利，只有大陪审团才能对任何人发出死刑或其它“不名誉罪行”的起诉书，保证由公正陪审团予以迅速而公开的审判，禁止双重审判等。此外，权利法案还规定宪法中未明确授予联邦政府、也未禁止各州行使的权力，保留给各州或人民行使。这些条款受到了喬治·梅森1776年的弗吉尼亚权利法案、英国的1689年權利法令和诸如1215年大憲章在内之英国早期政治文献的影响。
权利法案诞生后的150年內，几乎没有对美国司法构成什么影响，但在进入20世纪后情况有所改观，成为许多联邦最高法院重要判决的基石。文件最初有14份副本，其中一份长期存放在华盛顿哥伦比亚特区的国家档案和记录管理局向公众展示。

## 背景

### 费城会议
美国宪法制订并生效前，北美的13个殖民地按第二届大陆会议上提出，1781年批准的邦联条例组成了一个松散的联盟。但是这个根据邦联条例运作的中央政府权力太弱，没有足够的能力来调节各州间产生的各种冲突。费城会议就是在这样的背景下召开，意图纠正早在美國獨立戰爭胜利前就已经明显存在的严重问题。
会议于1787年5月14日至9月17日在宾夕法尼亚州的费城召开，虽然起初的理由只是对邦联条例进行修改，但以弗吉尼亚州的詹姆斯·麦迪逊和纽约州的亚历山大·汉密尔顿为首的许多代表自始就不打算这么做，而是意图组建一个新的中央政府。会议在宾夕法尼亚州议会举行，弗吉尼亚州的乔治·华盛顿被一致推选为会议主席。:47参与宪法制订的55位代表中有多位开国元勋。托马斯·杰斐逊当时是驻法国大使，未能出席的他称赞这次会议的代表是“半神半人”的集合，不过罗德岛州对会议予以抵制，因此没有派代表出席:59。
9月12日，弗吉尼亚州的乔治·梅森建议在宪法中增加权利法案，马萨诸塞州的埃尔布里奇·格里让这一建议成为正式提案:341。但是，各州代表经过短暂蹉商后一致否决了该提案。当时反对权利法案的麦迪逊之后表示，这样一些从州权利法案中调用的内容所能够提供的只是一种反抗暴政的幻觉:343。宾夕法尼亚州代表詹姆斯·威尔森之后认为，列举人民权利的行为是危险的，因为这会意味着没有明确提及的权利就不存在:343，汉密尔顿也在联邦党人文集第84卷中对这一看法表示赞同:327。并且，由于梅森和格里曾结成同盟反对新宪法，所以他们在会议结束5天前提出的动议，也就很自然地被一些代表视为一种拖延战术:226。然而，这项动议的快速否决嗣後危及了整个宪法的批准进程。作家大卫·O·斯图尔特称原宪法权利法案的缺席是“第一等级的政治失误”:226，而历史学家杰克·N·瑞科夫（Jack N. Rakove）称这是“对未来获得批准充满期待制宪者的一次重大失算”:288。
共有13位代表在宪法完成前就退出了会议，留下来的代表中也有梅森、格里和弗吉尼亚州的埃德蒙·伦道夫拒绝在宪法上签字:363。余下的39人签置了最终定稿，然后宪法根据其自身的第七条被送到各州批准。

### 反联邦党人

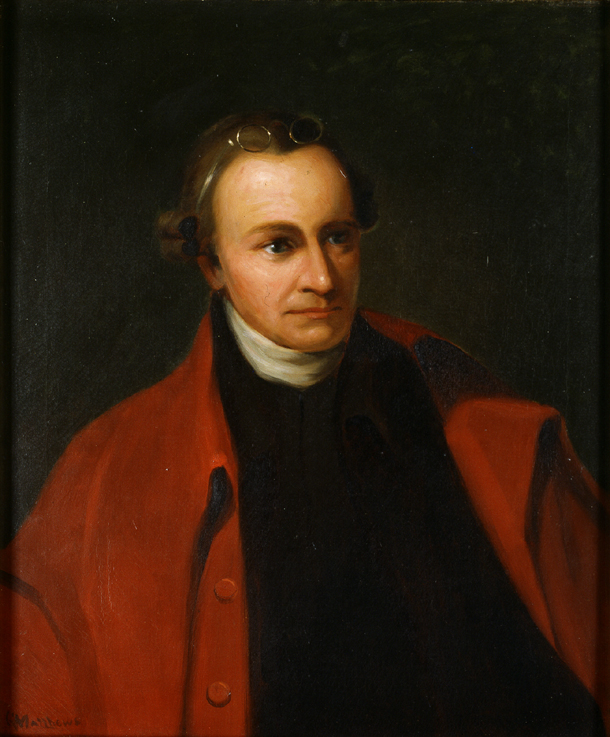
1788年6月5日，帕特里克·亨利在弗吉尼亚州的批准大会上发表反对宪法通过的演讲

费城会议结束后，包括帕特里克·亨利、塞缪尔·亚当斯和理查德·亨利·李在内的一些美国独立战争领袖公开表示反对新宪法，他们被称为“反联邦党人”:20。埃尔布里奇·格里撰写了最受欢迎的反联邦党人文章《议员格里先生之反对》（Hon. Mr. Gerry's Objections），前后进行了46版印刷，文章中特别针对新宪法缺乏权利法案进行了批评:63。许多人都担心强大的中央政府将对个人权利构成威胁，总统将成为事实上的国王。杰弗逊在给麦迪逊的信中，也赞成增加权利法案：“半个面包也比没有强。如果我们没法保证自己所有的权利，那就保障那些咱能保证的吧。”
反联邦党人（可能是罗伯特·耶茨）以假名布鲁特斯（Brutus）写道：
我们发现他们在第一条第九款中宣称，除非发生叛乱，否则不能中止人身保护令特权，不得通过公民权利剥夺法案或追溯既往的法律，合众国不得授予贵族爵位等等。对于那些没有明确保留的权利，其所需例外的分寸在哪里？这部宪法是否有任何地方授予（政府）中止人身保护令、通过公民权利剥夺法案或追溯既往的法律，以及授予贵族爵位的权力？这些当然不会有明目张胆的条款规定。唯一能够得出的解释是，这些都是对授予一般权力的暗示，而且也同样可以说，所有权利法案中确保不会滥用的权力，都包含或是暗含在这部宪法所授予的权力中。:376
布鲁特斯接下来直接针对制宪者作出这样的暗示：
拥有如此广泛而无限权力的政府难道不应该受到权利法案的限制吗？当然应该。所以可以明确的一点是，我不禁怀疑那些试图说服人们，与各州宪法相比，在这部宪法中作出这类保留并不必要的那些人，是怀着蓄意欺骗的企图，让你们变得彻底臣服。:377

### 联邦党人
宪法的支持者被称为“联邦党人”，他们在宪法批准期间的大部分时间里，都反对权利法案，这部分是因为法案程序上的不确定性。:325麦迪逊反对将其列入宪法，他在联邦党人文集（这一文集是一系列宣扬联邦党人立场的论文）第46卷中指出，州政府已经对个人自由给予了足够的保护，:62。汉密尔顿也在联邦党人文集第84卷中表示：“从每一个理性的角度和实际的用途来说，宪法本身就是一部权利法案”。他认为批准宪法并不意味着美国人民放弃自己的权利，特别以权利法案来进行保护是毫无必要的：“严格来说，人民并没有在这里放弃任何权利，他们保留了所有权利，他们不需要（在宪法中）特别加以保留。”批评人士指出，早期的政治文献已经保护了特定权利，但汉密尔顿坚称宪法有本质上的不同：
权利法案起源于国王与其臣民间的约定，对一些特权加以保留，这些权利不会移交给王子。比如由英王约翰签署，保证贵族权利的《大宪章》。
帕特里克·亨利的主张与之相反，他相信立法部门必须明确地知道“人民保留权利的边界……在没有明确规定的情况下，人民将被认为是主动放弃了自己的权利，而不是通过暗示来指称他们放弃了权利。”:323

### 批准和马萨诸塞妥协

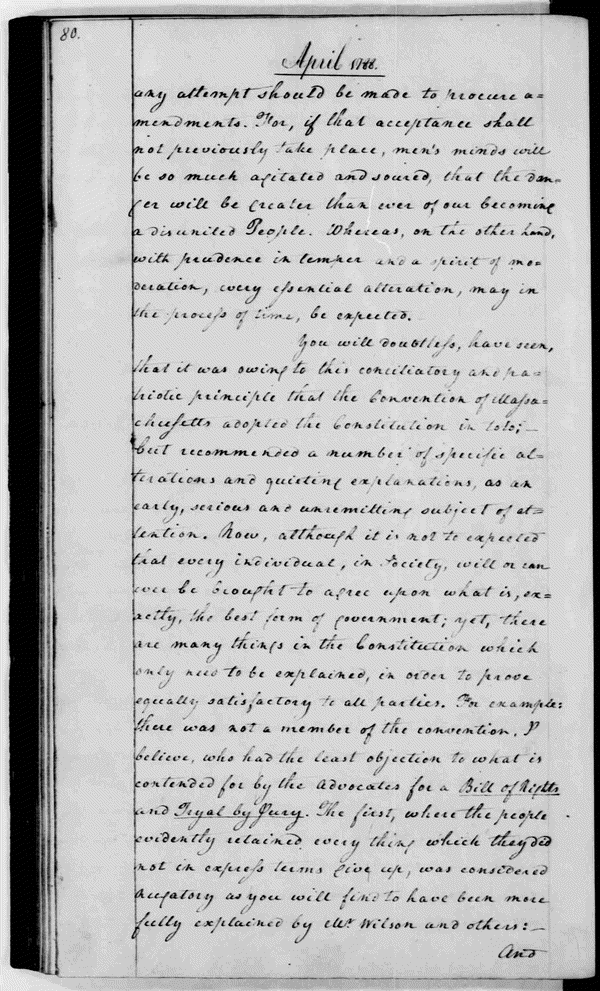
乔治·华盛顿在1788年给拉法耶特侯爵的信中写道：“马萨诸塞州的会议通过了整部宪法，但建议了多项具体的改动和平息争端的说明。”来源：美国国会图书馆

1787年12月至1788年1月，特拉华州、宾夕法尼亚州、新泽西州、乔治亚州和康涅狄格州相对较为顺利地批准了宪法，宾夕法尼亚州反对批准宪法的议员虽然占少数，但他们的意见还是得以广泛流传:59-60。相比之下，马萨诸塞州的会议要激烈得多，甚至出现了联邦党人代表弗朗西斯·达纳和反联邦党人埃尔布里奇·格里拳脚相向的情况，因为当时后者被禁止发言:388。最后在独立战争英雄和反联邦党人领袖塞缪尔·亚当斯和约翰·汉考克调停下，僵局才得以缓解，会议同意批准宪法，不过同时也要提出修正案:389-390。这次会议上提出的修正案，包括死刑案件必须由大陪审团起诉和未明确给予联邦政府的权力由各州保留。其中前者之后成为第五条修正案的一部分，后者成为第十条修正案的主要内容:390。
在马萨诸塞州的示范下，弗吉尼亚州和纽约州中只占少数的联邦党人也通过把宪法批准和提出修正案联系起来，而成功地在各自会议中批准了新宪法:431。弗吉尼亚州会议上，由法学教授乔治·威思领头的一个委员会向联邦国会提议了40条修正案，其中20条列举了个人权利，另外20条列举了各州的权利:113-115。后者包括对征税和贸易管控等联邦权力的限制:80。
包括马里兰州路德·马丁在内的少数宪法批评者仍然对批准持反对态度:430。但他昔日的盟友，如纽约州的约翰·兰辛等人，放弃了对宪法批准进程的阻挠。他们开始接受宪法中的不足之处并转为寻求修正案加以解决。为了保留在联盟之中，多个州的会议上都出现了原本支持“先修正（再批准）”的人仕转为“（先批准）后修正”。纽约州的反联邦党人向各州发出一封“通函”，提议召开第二次“先修正（再批准）”的制宪会议，不过这一倡仪没有获得多少州议会的支持。最终，只有北卡罗莱纳州和罗德岛州坚持要等到国会提出修正案后再批准宪法。:431
根据新宪法第七条的规定，只要在13个州中获得9个批准，新政府就将在这些州中开始运作。经过一州又一州长达一年的批准战后，邦联国会于1788年9月13日核实，新宪法已经获得批准，新政府在11个州中正式成立。邦联国会指示新政府于3月的第一个星期三在纽约市开会，1789年3月4日，联邦政府开始运作。:429

## 国会提案

### 首届国会
新宪法下组建的首届国会，在纽约市的联邦国家纪念堂召开，是联邦党人的一次大胜。来自11个州的22名联邦参议员中有20位联邦党人，仅有来自弗吉尼亚州的两位是反联邦党人。联邦众议院则包括48位联邦党人和11位反联邦党人，其中后者仅来自马萨诸塞州、纽约州、弗吉尼亚州和南卡罗莱纳州。:433

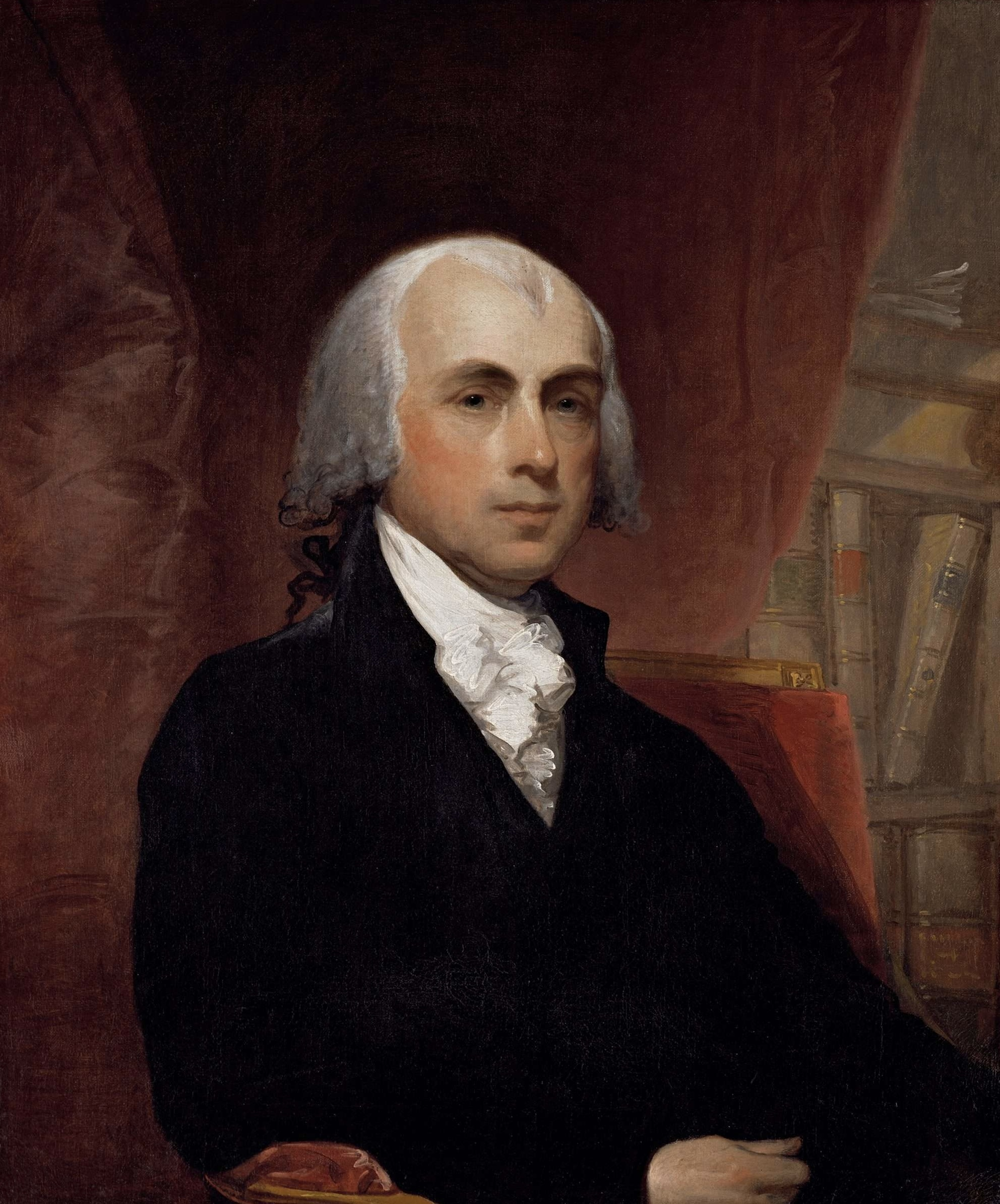
美国宪法之父兼权利法案的首位作者詹姆斯·麦迪逊

弗吉尼亚州在众议院的代表包括詹姆斯·麦迪逊，他也是帕特里克·亨利在该州新宪法批准战中的主要对手。为了报复麦迪逊之前的胜利，亨利与其他主控弗吉尼亚州众议院的反联邦党人先是通过傑利蠑螈，来给麦迪逊计划的国会议席竞选制造一个充满敌意的环境，还找来了将来会成为麦迪逊次任总统的詹姆斯·门罗與之竞选:76。嗣後，麦迪逊通过在竞选过程中承诺，会在首任国会召开期间提出包括权利法案在内的宪法修正案，而击败门罗赢得选举:159, 174。
虽然麦迪逊起初曾反对过权利法案，但在批准宪法的辩论过程中，他已逐渐成为了一个支持者。通过自己主动向国会提出修正案，他希望能在这个第二次制宪会议上抢占先机，因为这样的会议有可能会对之前艰难达成的宪法全盘进行重新考量，一旦结果是不批准，那么刚刚成立的联邦政府也将冰消瓦解。他在给杰弗逊的信中写道：“（支持）宪法的朋友中有一些希望增加特定的修正案，另一些则是出于调停的想法。他们普遍认为宪法应该作出改动，但他们也希望这样的改动只是增加对自由的进一步保护。”:161他觉得这些保障个人自由的修正案将“给予政府其应有的名声和稳定性”:162。最后，他还希望这些修正案能够拥有自由政府的基本特点，“因为他们将与民族情感相融合，对抗那些利益和热情（引起）的冲动”:77。

1789年4月30日，联邦政府首任总统乔治·华盛顿首次对联邦国会发表演讲，支持对宪法作出有限的修订。他呼吁议员们把注意力集中在保障个人权力上，而不是对新政府的架构进行更改。他表示相信议员们会“小心避免任何可能危及政府团结和效率，或是应该在将来有了经验教训后再来作出的改动”，并希望国会在对问题进行讨论时，对自由人民的权利和公众的和睦多作考虑。:1885月4日，麦迪逊宣布自己打算在5月25日提出修正案:187。

### 麦迪逊提出的修正案

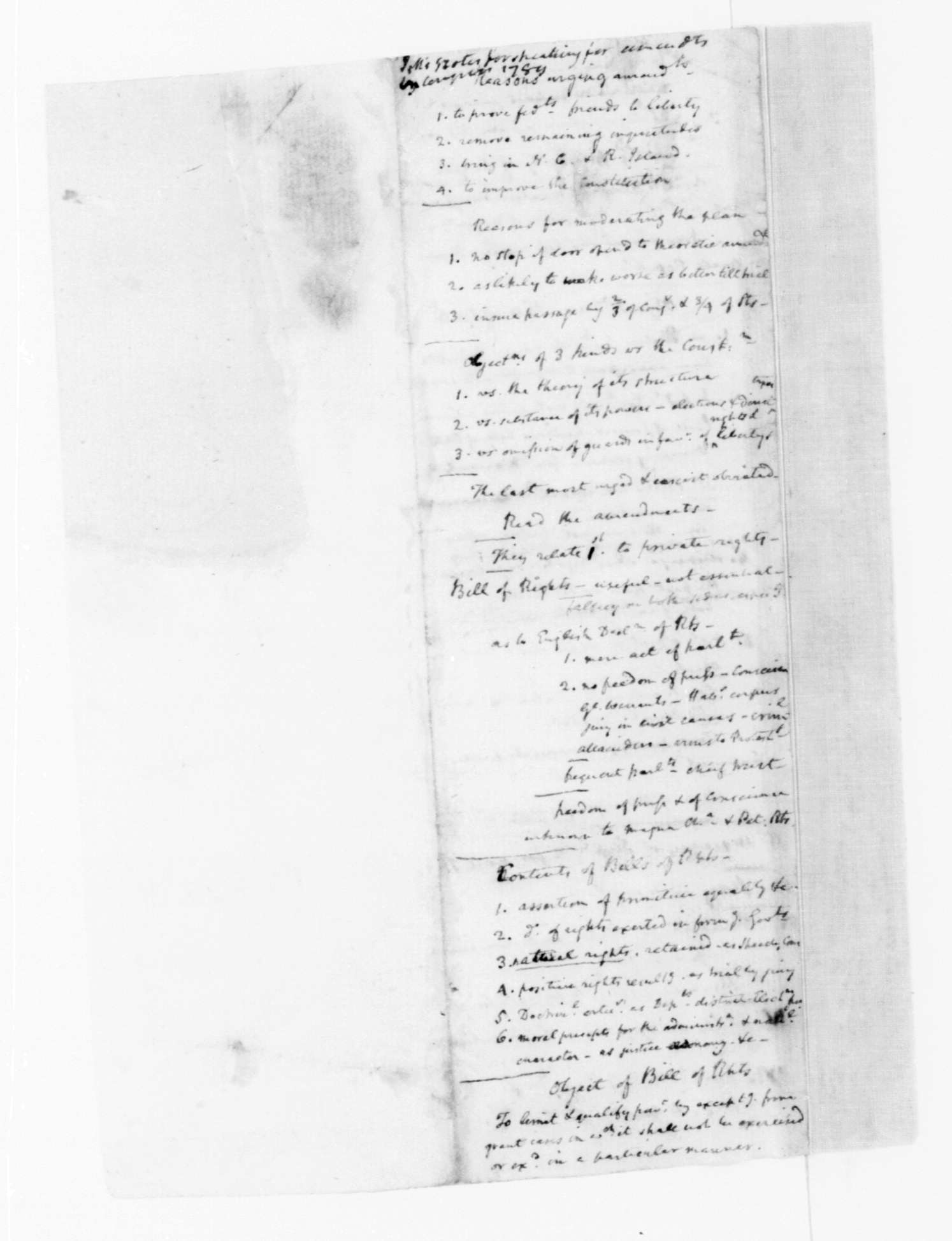
麦迪逊“1789年6月8日宪法修正案演讲的笔记”

由于一些事务的耽搁，麦迪逊未能于计划的5月25日在国会提出修正案，而是推迟到了6月8日:192。与华盛顿一样，他也呼吁国会在保护个人权利方面对宪法作出“适度”的修订:198。有关麦迪逊心中对权利法案修正案必要程度，以及将其作为政治上权宜之计考量的程度，學者仍未达成一致意见。他在自己演讲的大纲中写道：“权利法案很有用，但不是必不可少的。”:192
麦迪逊一共向国会提出了九方面涉及20条款修正案，其中一条是更强调自然权利的宪法新序言:198。他熟知政府史，使用了多个文献作为修正案来源。例如，1215年英国的《大憲章》是修正案里请愿权和陪审团审判权的灵感来源；英国1689年《權利法案》则给予持有和携带武器权利以及禁止施加残酷和非常惩罚的早期先例:80。
但对麦迪逊提议影响最大的，还是已有的州宪法:199。他提出的多条修正案，包括新的宪法序言，都是基于反联邦党人喬治·梅森1776年起草的《弗吉尼亚权利法案》。为了减少将来批准过程中的反对意见，麦迪逊还参考了多个州的建议。
麦迪逊的宪法修正案提案意见如下：
第一。在《宪法》前添加一个前缀声明，即 “所有的权力属于人民，故而也均源自人民。政府被构建并应实践于人民的利益；[人民的利益]在于以获取和持有财产——以及更普遍意义上，追求和获得幸福与安全——的权利之方式享有生命和自由。当政府已经有害于或不胜任其构建之诸目的时，任何时候人民都拥有不可质疑、不可转让和不可被剥夺的权利来改革和变更他们的政府”。
第二。在第一条，第二款，第三分句，这样的话应被删除，即 “每三万人选出的众议员不得超过一名，但每州至少应产生一名众议员，直到下次人口清点”， 并在此处被插入这些内容，即“在实际人口核查后，每三万人选出一个众议员，直到众议员数量到达_，在之后比例由国会管理[决定]，其数量不得少于_ 不得多于_ ，但每一州，在第一次人口核查后，至少要有两名众议员；并且其余文字不变”。
第三。在第一条，第六款，第一分句，应在其末尾添加这样的话，即 “所有变更上次确定薪酬的立法，不得在下届接续的代表选举之前生效”。
第四。在第一条，第九款，在第三和第四分句之间，应插入如下分句，即：任何公民权利不得被因为宗教信仰或崇拜原因被剥夺 ，不得建立任何国家宗教，不得以任何方式，或任何借口侵犯充分和平等的良心自由。
人民表达、写作和表达情感的权利不得被剥夺或削减；出版自由，作为最重要的自由堡垒 ，不得被侵犯。
不得被限制人民和平集会和为公益而商讨[之权] ；亦不得限制人民以此方式向议会请愿，或为纠正他们的冤情而抗议[之权]。
不得剥夺人民持有和携带武器之权利；良好装备和训练有素的民兵是一个自由国家的最好保障：但出于宗教原因不得持有武器者，不应被强迫亲自服兵役。
未经主人同意，军人在和平时期不得进驻民宅；战时亦不可进驻，除按法律所定办法。
除弹劾案外，任何人不得被超过一次判刑，不得被同一犯罪审讯超过一次；不得被强迫自证其罪；未经正当法律程序，不得被剥夺生命、自由和财产；为可能公共使用之需时，没有公平赔偿，不得强制剥夺其财产。
不得要求过量的保释金，不得课以过量的罚款，不得采取酷刑和异常的刑罚。
人民的人身、住宅、文件和其他财产受保护，不得以无理搜查和缉拿，若无适当理由，签发搜捕证，事先宣誓或确认，特别说明要搜查的地点或缉拿的人或物，不得被侵犯。
一切刑事诉讼中，被告有权得到迅速而公开的审判，被告人有权获悉被指控原因和事由性质，有权与原告及被指控的证人对质，有权采取强制程序获得有利于被告的证人，并有权获得辩护律师协助。
在本宪法此处或其他地方，支持特定权利的例外，不应被解释为削弱人民所保留其他权利的正当重要性，也不应解释为扩大宪法赋予的诸权；而应解释为此诸种权力的实际限制，或仅为更大程度的谨慎而写入。
第五。在第一条，第十款，在第一和第二分句直接，插入这条语句，即 各州不得侵犯[人民的]平等的良心自由，不得侵犯出版自由，不得侵犯刑事案件受陪审团审判之权。
第六。在第三条，第二款，在第二分句的末尾加入这些话，即：索赔价值不达__美元的案件不得向法院上诉；以普通法程序审判，陪审团认定之事实，不得以不同于普通法原则的方式重审。
第七。在第三条，第二款，第三分句移除，在此处添加如下语句，即：审判所有犯罪（弹劾案件、陆军或海军或民兵在实际服役时、战争或公共危险时发生的案件除外），应由一个公正的自由民陪审团裁决，审判时定罪需要一致同意，行使定罪需要一致同意的权利、质疑权和其他惯常的必要条件；在所有判罪至丧失生命或成员资格的案件中，需大陪审团起诉作为初步程序。假如犯罪案件所在县被敌人占领，或在该县审判存在普遍的暴动/反叛，可依法授权在同一州其他尽量靠近犯罪所在地的县进行审判。
犯罪案件[地点]不在[某州]任何县内者，可在法律规定的县审判。陪审团制审判作为保障人民权利的最好手段之一，在普通法私人间诉讼案中，应不容改变。
第八。在第六条之后插入[成为]第七条，条款内容如下，即：本宪法所授予于各个部门的权力应彼此分开，因此立法部门权力永远不得行使授予行政或司法部门之权，行政部门亦不得行使授予立法或司法部门治权，司法部门亦不得行使授予立法或行政部门之权。
根据此宪法，未授予各州亦未禁止各州[行使]诸权，由各州分别保留。

第九。[原宪法]第七条被编目为第八条。

### 国会修改
麦迪逊的演讲刚一结束，其提议就受到多位联邦党人的围攻，因为他们认为对宪法立即作出这么大的修订，将给新政府带来明显的不稳定因素:203-205。联邦众议院是向公众开放的，这点与参议院不同，包括费舍尔·艾姆斯在内的议员警告说，在旁听席前对宪法进行长时间剖析，将会动摇公众（对宪法或政府）的信心:215。随之而来的，是一场程序上的战斗，经过将修正案初步转交一个专责委员会进行修订后，众议院从1789年7月21日同意全盘采纳麦迪逊的建议:201:81。
由11人组成的委员会对麦迪逊的20条修正案作出了一些大幅度的改动，其中包括删除了大部分序言，增加了“言论自由或出版自由”并增加了之后将成为第十条修正案的权力保留给各州行使的内容:217。众议院对这些修正案进行了11天的辩论。康涅狄格州的罗杰·谢尔曼说服众议院将修正案放到宪法的末尾，这样原来的文本就可以继续保持，而不是像麦迪逊提议的那样改得面目全非:218-220。这时修正案已经修改和浓缩，由20条减少到17条，并于1789年8月24日批准后交给联邦参议院:235。
参议院对修正案作出了进一步改动，一共有26处，其中删除了麦迪逊提议权利法案对各州就像对联邦政府一样有约束力的部分，17条修正案浓缩为12条:237。参议院还去除了麦迪逊对宪法序言所做的余下改动:221。两个版本一起送交参众两院联席委员会，其中参议院的版本于1789年9月25日经两院联合决议通过，再于9月28日送交各州批准。
在整个过程中，麦迪逊继续积极参与辩论和立法活动。历史学家戈登·S·伍德写道：“毫无疑问，正是麦迪逊的个人声望和他顽强的坚持才让国会通过了这些修正案。如果没有麦迪逊，或许还是会有联邦宪法，但肯定不会有权利法案。”

## 批准过程
权利法案提交各州批准时，双方都已经转变了立场。许多联邦党人开始支持权利法案，以此来平息反联邦党人最尖锐的批评。而许多反联邦党人则转为反对权利法案，因为他们意识到法案的通过，将极大程度地降低召开第二次制宪会议的可能性:71。包括查理德·亨利·李在内的反联邦党人尚且认为，法案未对宪法中最应该进行更改的部分加以变更，如涉及联邦司法部门和直接税的部分。
1789年11月20日，新泽西州批准了12条修正案的其中11条，否决了有关国会议员报酬提升的第二条。12月19和22日，马里兰州和北卡罗莱纳州分别批准了全部12条修正案:245。1790年1月19、25和28日，南卡罗莱纳州、新罕布什尔州和特拉华州分别批准了法案，不过新罕布什尔州驳回了有关国会议员报酬提升的修正案，特拉华州拒绝了有关众议院代表人数的第一条:245。至此批准州的总数达到6个，距所需的10个还差4个。但接下来，康涅狄格州和乔治亚州认为权利法案缺乏必要性，因此拒绝批准，马萨诸塞州批准了大部分修正案，但未能正式告知国务卿。这三个州要一直到1939年的150周年庆典期间才批准权利法案。
1790年2至6月，纽约州、宾夕法尼亚州和罗德岛州分别批准了12条修正案中的11条，全部否决了有关国会报酬提升的修正案。弗吉尼亚州起初推迟了辩论，但1791年佛蒙特州加入联邦后，所需批准州的总数从10提高到11。佛蒙特州于1791年11月3日批准了全部12条修正案，弗吉尼亚州最终于1791年12月15日批准。国务卿托马斯·杰弗逊于1792年3月1日正式宣布十条修正案获得批准:255。

### 与权利法案一起提出但未获批准的修正案

#### 第一条
After the enumeration required by the first article of the Constitution, there shall be one Representative for every thirty thousand, until the number shall amount to one hundred, after which the proportion shall be so regulated by Congress, that there shall be not less than one hundred Representatives, nor less than one representative for every forty thousand persons, until the number of Representatives shall amount to two hundred; after which the proportion shall be so regulated by Congress, that there shall be not less than two hundred Representatives, nor more than one Representative for every fifty thousand persons.:278

在宪法第一条要求的列举之后，每3万人口应有一名代表，直到数字达到100，之后的比例由国会规定，一共不应少于100名代表，每4万人口至少选一名代表，直到议员数达到200；之后的比例由国会规定，一共不应少于200名代表，每5万人至少选一名代表。
美国当时的14个州中有10个批准了第一条，但特拉华州拒绝了这一条，因为该州人口较少，所以希望与其他州在联邦众议院的代表数量不致相差太远。虽然之后这条还获得了肯塔基州的批准，让批准总数在15个州中达到11个，但之后一直没得得到足够州的批准，以納入宪法:69。

#### 第二条
No law varying the compensation for the services of the Senators and Representatives, shall take effect, until an election of Representatives shall have intervened.:278

改变参议员和众议员服务报酬的法律，在众议员选举举行之前都不得生效。
第二条起初获得了14个州中的6个批准，但在1791后近一个世纪都没有得到任何一州批准。1873年，俄亥俄州为抗议国会加薪而批准了这条修正案，又一个多世纪后，怀俄明州于1978年批准了修正案。1982年，德克萨斯州一位名叫格里高利·沃森的本科生发起了一项完成批准程序的运动，到了1992年，50个州中已经有38个予以批准。由于这长达两个世纪的批准历程实在非同寻常，这条修正案的通过是由美国国家档案馆馆长唐·W·威尔逊证实，再由联邦国会于1992年5月20日通过投票核准的，这一条也就从此成为了第二十七条修正案开始生效

## 应用
权利法案通过后的前150年里，几乎没有对美国司法构成什么影响，用戈登·S·伍德的话来说：“批准之后，大部分美国人很快忘记了有关宪法前十条修正案的事。”:72直到1931年前，法院都没有做出过保护言论自由权利的重要判决:258。历史学家理查德·拉宾斯基将法案漫长的休眠期归因于三个因素：首先，社会文化需要经过一段时间的发展后，才能让司法和民意容忍和接受法案中的条款；其次，联邦最高法院在19世纪的大部分时间里都主要专注于解决政府间权力平衡的问题；第三，法案起初只对联邦政府有效，这一限制在1833年的巴伦诉巴尔的摩案中予以了肯定:258-259。
时间进入20世纪后情况有所改观，联邦最高法院通过第十四条修正案的合并原则，将权利法案中的大部分条款应用到了各州。首先是在1925年的吉特洛诉纽约案中应用言论自由条款:259。此外在1896年的塔尔顿诉梅斯案中，法院裁决宪法中包括权利法案在内的各项保护，均不适用于美洲原住民部落政府。

### 第一条修正案
Congress shall make no law respecting an establishment of religion, or prohibiting the free exercise thereof; or abridging the freedom of speech, or of the press; or the right of the people peaceably to assemble, and to petition the Government for a redress of grievances.

国会不得制定关于下列事项的法律：确立国教或禁止信教自由；剥夺言论自由或出版自由；或剥夺人民和平集会和向政府请愿申冤的权利。
第一条修正案禁止国会制定任何法律来确立国教或妨碍宗教活动自由，剥夺言论自由，侵犯新闻自由，干涉和平集会的权利或禁止人民向政府请愿伸冤的权利。起初，第一条修正案只针对国会制订的法律，其中的大部分禁令都是比今后更狭隘的角度来加以解读。
在1947年的埃弗森诉地方教育委员会案中，法院援引托马斯·杰弗逊的信函称第一修正案在“政教之间立起了一道分离之墙”（a wall of separation between church and State），但这两者分离的确切边界仍然存在争议。法院通过20至21世纪的一系列判决显著扩张了言论自由权的覆盖范围，保护了各种形式的政治言论，匿名言论，竞选资金，色情内容和学校誓词等。这些判决也给第一条修正案的保护范围定义了一系列的例外情况。在最具知名度的纽约时报诉沙利文案中，最高法院推翻了英国普通法的先例，增加了诽谤诉讼中原告的举证负担。在第一修正案下商业言论所受的保护不及政治言论，因此对其也有着更多的规管限制。
新闻自由条款保护信息和观点的出版，主要适用于各种各样的媒体。在1931年的尼尔诉明尼苏达州案和1971年的纽约时报诉合众国案中，最高法院判决：第一条修正案几乎在任何情况下，都禁止事先审查或出版前审查。请愿条款保护人民向政府任何分支和部门请愿申冤的权利。根据这一条款，最高法院也认为第一条修正案中暗含有对結社自由的保护。

### 第二条修正案
A well regulated Militia, being necessary to the security of a free State, the right of the people to keep and bear Arms, shall not be infringed. （页面存档备份，存于）

紀律良好的民兵隊伍，對於一個自由國家的安全實屬必要；故人民持有和攜帶武器的權利，不得予以侵犯
第二条修正案保护持有和携带武器的权利。修正案中携带武器权利的表述部分，来源于英国普通法，还受到1689年权利法案的影响。威廉·布莱克斯通爵士形容这是一种附属权利，用于支持自卫、反抗压迫的自然权利和公民采取一致行动保卫国家的义务。对该修正案制订目标、适用范围和效果的学术探讨一直存在争议，有着多种不同的解释。
在1875年的美国诉克鲁克香克案中，最高法院认为“携带武器的权利不是由宪法赋予的，也不是依赖任何形式来维持它的存在。第二条修正案只是说明国会不能侵犯这一权利，除了限制国家政府权力外没有其它任何效果”。在1939年的美国诉米勒案中，法院判决指出该修正案认为“（保有武器的权力）和纪律严明的民兵之间有着合理的关系”。
在2008年的哥倫比亞特區訴海勒案中，法院裁决认为第二条修正案“编入了一个预先存在的权利”，即在与军队服役无关的情况下仍然保护个人拥有武器的权利，并保护传统、合法方式使用武器的权利，如在家中自卫等，但该权利也并非不受限制。“这并不是一种允许以任何方式、任何目的来保有和携带任何武器的权利。”在2010年的麦克唐纳诉芝加哥案中，法院认为第二条修正案对各州和地方政府和限制与对联邦政府的限制程度是一样的。

### 第三条修正案
No Soldier shall, in time of peace be quartered in any house, without the consent of the Owner, nor in time of war, but in a manner to be prescribed by law.

在和平时期，未经房主同意，士兵不得在民房驻扎；除依法律规定的方式，战时也不允许如此。
第三条修正案限制士兵在私人住宅设营，这是对英国议会在独立战争期间所通过的允许士兵任意侵占民房法案之回应。这条修正案是宪法中争议最少的部分之一，截止2009年时仍然没有成为过最高法院裁决的主要依据。

### 第四条修正案
The right of the people to be secure in their persons, houses, papers, and effects, against unreasonable searches and seizures, shall not be violated, and no Warrants shall issue, but upon probable cause, supported by Oath or affirmation, and particularly describing the place to be searched, and the persons or things to be seized.

人民的人身、住宅、文件和财产不受无理搜查和扣押的权利，不得侵犯。除依照合理根据，以宣誓或代誓宣言保证，并具体说明搜查地点和扣押的人或物，不得发出搜查和扣押状。
第四条修正案禁止无理搜查和扣押，并要求搜查和扣押状的发出有相當理由的支持。美国独立战争期间，英国曾下发通用搜捕状，让殖民地治安警察可以任意进入任何人的私有领地进行搜查，这条修正案的通过就是对这一做法的回应。搜查令通常在执法人员宣誓保证后由法院发出，对应的搜查和扣押（包括逮捕）也必须限制在搜查令所规定的有限范围内。这条修正案是證據排除法則的基石，其中强制规定以非法手段获得的证据不能用于刑事审判。在不同的时代，法院对这条修正案也有着不同的解读，例如其保护在以厄尔·沃伦为首的左倾最高法院下有所加强，而在威廉·伦奎斯特带领的右倾最高法院下有所减弱。

### 第五条修正案
No person shall be held to answer for a capital, or otherwise infamous crime, unless on a presentment or indictment of a Grand Jury, except in cases arising in the land or naval forces, or in the Militia, when in actual service in time of War or public danger; nor shall any person be subject for the same offence to be twice put in jeopardy of life or limb; nor shall be compelled in any criminal case to be a witness against himself, nor be deprived of life, liberty, or property, without due process of law; nor shall private property be taken for public use, without just compensation.

无论何人，除非根据大陪审团的报告或起诉，不得受判处死罪或其他不名誉罪行之审判，惟发生在陆、海军中或发生在战时或出现公共危险时服现役的民兵中的案件，不在此限。任何人不得因同一罪行为而两次遭受生命或身体的危害；不得在任何刑事案件中被迫自证其罪；不经正当法律程序，不得被剥夺生命、自由或财产。不给予公平赔偿，私有财产不得充作公用。
第五条修正案禁止双重审判和自证其罪，并确保正當法律程序、刑事起诉由大陪审团作出，以及私有财产的徵收必须予以公平赔偿等权利。该修正案是最高法院1966年对米兰达诉亚利桑那州案所作判决的基础，案件确立了米兰达告诫，要求执法人员必须明确告知被告其拥有的沉默权和律师权等权利。

### 第六条修正案
In all criminal prosecutions, the accused shall enjoy the right to a speedy and public trial, by an impartial jury of the State and district wherein the crime shall have been committed, which district shall have been previously ascertained by law, and to be informed of the nature and cause of the accusation; to be confronted with the witnesses against him; to have compulsory process for obtaining witnesses in his favor, and to have the Assistance of Counsel for his defence.

在一切刑事诉讼中，被告享有下列权利：由犯罪行为发生地的州和地区的公正陪审团予以迅速而公开的审判，该地区应事先已由法律确定；得知被控告的性质和理由；同原告证人对质；以强制程序取得对其有利的证人；取得律师帮助为其辩护。
第六条修正案规定了多项刑事审判中被告人的权利：
1. 迅速而公开审判的权利；
2. 由公正陪审团审判的权利；
3. 得知被控告的性质和理由的权利；
4. 同原告证人对质的权利；
5. 以强制程序取得对其有利的证人的权利；
6. 取得律师帮助为其辩护的权利。[49]

在1963年的吉迪恩诉温赖特案中，最高法院在判决中认为，第六条修正案保证联邦和州法院的刑事重罪被告都有取得律师帮助为其辩护的权利，这一思想嗣後也经1966年的米兰达诉亚利桑那州案而成为米兰达告诫的一部分。

### 第七条修正案
In suits at common law, where the value in controversy shall exceed twenty dollars, the right of trial by jury shall be preserved, and no fact tried by a jury, shall be otherwise re-examined in any court of the United States, than according to the rules of the common law.

在普通法的诉讼中，其争执价值超过20美元，由陪审团审判的权利应受到保护。由陪审团裁决的事实，合众国的任何法院除非按照普通法规则，不得重新审查。
第七条修正案规定，所有争执价值超过20美元的联邦民事诉讼需由陪审团裁决，也规定法官不得在联邦民事审判中推翻陪审团裁决的事实。在1973年的科尔格罗夫诉巴廷案中，最高法院裁决认为该修正案中要求的陪审团最少要有6名成员。第七条修正案是权利法案中唯一没有应用到各州的一条。

### 第八条修正案
Excessive bail shall not be required, nor excessive fines imposed, nor cruel and unusual punishments inflicted.

不得要求过多的保释金，不得处以过重的罚金，不得施加残酷和非常的惩罚。
第八条修正案禁止征收过多的保释金和罚款，不过没有明确定义“过多”的程度。
这条修正案在诉讼中引用最频繁的条款是最后一项，禁止施加残酷和非常的惩罚。这一条款也是1970年代前唯一一个上诉到最高法院的案件中偶而会涉及的条款，具体情况通常与死刑有关。在1972年的弗曼诉佐治亚州案中，部分大法官认为死刑本身就违反了这条修正案，认为这一条款可以反映出公众对于可以接受的惩罚标准，將随着公众舆论的改變而不断发生变化；另外一些大法官认为，死刑审讯中的某些做法存在不可接受的武断情况。因此法院判决中的多数意见认为死刑违宪，美国也因此持续数年没有执行过死刑。到了1976年的格雷格诉佐治亚州案中，最高法院的立场有了改变，裁决中认为只要陪审团是根据具体的量刑指引而做出判决，那么死刑就是合宪的。此外，最高法院还在1976年的埃斯特尔诉甘布尔案裁决中认为，一些监狱中存在的恶劣情况也属于“残酷和非常的惩罚”。

### 第九条修正案
The enumeration in the Constitution, of certain rights, shall not be construed to deny or disparage others retained by the people.

本宪法对某些权利的列举，不得被解释为否定或忽视由人民保留的其他权利。
第九条修正案保护宪法中没有明确列举的其他权利。在20世纪下半叶前，这一条很少在诉讼中引用，之后则在多个里程碑式案件中成为隐私权的部分基础。如1965年的格里斯沃尔德诉康涅狄格州案中，最高法院推翻了禁止避孕药的法律；1973年的羅訴韋德案则确立了女性的堕胎权；在1992年的计划生育联盟诉凯西案中，法律用这条修正案部分推翻了另一条堕胎法律，《美国宪法百科全书》称该案是“至今司法机关运用第九条修正案的高水位标记”。不过从1992到2000年，法院再也没有援引过这条修正案。

### 第十条修正案
The powers not delegated to the United States by the Constitution, nor prohibited by it to the States, are reserved to the States respectively, or to the people.

本宪法未授予合众国、也未禁止各州行使的权力，保留给各州行使，或保留给人民行使之。
第十条修正案申明了宪法的联邦主义原则，规定宪法未授予联邦政府且未禁止各州行使的权力，由各州或人民保留。该修正案没有给各州提供新的权力或权利，而是保护各州不会因联邦政府的存在而沦为其附属。

## 权利法案的展示和纪念
乔治·华盛顿一共手写了14份权利法案的副本，一份交给国会，另外13份各交给一个最初立国时的13个州之一。送给乔治亚州、马里兰州、纽约州和宾夕法尼亚州的副本先后遗失，其中纽约州的还是被火烧毁的，而宾夕法尼亚州的副本则是在1865年4月某个时候让一位士兵拿走了。遗失的4份副本中有两份后来得以找回（被认为是乔治亚州和马里兰州的副本），其中一份存放在美国国家档案和记录管理局，另一份则放置在纽约公共图书馆。北卡罗莱纳州的副本于1865年4月时被一位士兵偷走，之后在2005年由联邦调查局特别探员罗伯特·金·惠特曼找回并归还该州。
存放在美国国家档案和记录管理局的权利法案副本，是在自由宪章圆形大厅展出。这个大厅于1950年代兴建，1952年，当时的美国总统哈里·S·杜鲁门为圆形大厅致词：“只有当这些文件都反映在美国人的思想和行为中时，它们才能继续作为能够改变世界力量的象征，这种力量就是我们对人类自由的信念。”
经过50年后，文件的外壳有出现恶化的迹象，但文件本身仍然保存完好。因此到了2003年9月17日，文件外壳进行了更新，圆形大厅再次将其展出。总统乔治·沃克·布什致词称：“（美国）真正的革命不是对抗一个世上权力，而是申明一个高于世上任何权力的原则——每个人在神面前都是平等的，政府的责任就是确保所有人的这些权利。”1941年，总统富兰克林·德拉诺·罗斯福宣布12月15日为权利法案日，以纪念权利法案批准150周年。1991年，弗吉尼亚州的副本在全国展出，以纪念其批准200周年，先后到访了全部50个州的首府城市。

## 扩展阅读
- Hamilton, Alexander; Madison, James; Jay, John. Terence Ball , 编. . Cambridge University Press. 2003-06-23  [2013-09-17]. ISBN 978-0521001212. （原始内容存档于2011-01-01）.
- Bodenhamer, David J.; James W. Ely. . Indiana University Press. 2008-05  [2013-09-17]. ISBN 978-0-253-21991-6. （原始内容存档于2020-01-25）.
- Schwartz, Bernard. . Rowman & Littlefield. 1992-01-01  [2013-09-17]. ISBN 978-0-945612-28-5. （原始内容存档于2019-12-21）.
- Smith, Rich. . ABDO. 2007-07-02  [2013-09-17]. ISBN 978-1-59928-913-7. （原始内容存档于2020-01-29）.
- Stair, Nancy L. . The Rosen Publishing Group. January 2003: 53  [2013-09-19]. ISBN 978-0-8239-3800-1. （原始内容存档于2021-02-25）.